# محمد حمد سعد الفهيد الهاجري
محمد بن حمد بن سعد الفهيد الهاجري سياسي ودبلوماسي قطري، والسفير الحالي لدولة قطر لدى الجمهورية الإسلامية الإيرانية ولد في الدوحة عام 1968م التحق بالعمل في وزارة الخارجية بعد ان أنهى دراسته الجامعية في جمهورية مصر العربية عام 1991م.

## المؤهلات العلمية
بكالوريوس إدارة الأعمال المعهد العالي للدراسات التعاونية والإدارية عام 1998م.

## الخبرات العملية
- عمل بإدارة الشؤون الادارية والمالية للفترة 1991-1996م.
- عمل بإدارة مجلس التعاون في الفترة 1996-2000م.
- عمل بسفارة دولة قطر في صنعاء (سكرتير ثاني) خلال الفترة 2000-2007م.
- مستشار بسفارة دولة قطر لدى اليونان للفترة 2007-2012م.
- عمل بديوان عام الوزارة لمدة عام واحد.
- سفيراً لدولة قطر لدى الجمهورية اليمنية عام 2013-2017م.[3]
- سفيراً لدولة قطر لدى الجمهورية الإسلامية الإيرانية منذ العام 2017م، وما زال على رأس عمله.